# Rastellum
Rastellum is een uitgestorven geslacht van mollusken, dat leefde van het Midden-Jura tot het Laat-Krijt.

## Beschrijving
Deze tweekleppige hanekamoester had een smalkleppige, buisvormige schelp, die was samengesteld uit regelmatig afwisselende, scherpe richels en diepe vouwen. De kwetsbare commissuur (raaklijn waarlangs de kleppen op elkaar vallen) lag verzonken. De lengte van de schelp bedroeg ongeveer 10 cm.

## Leefwijze
Dit geslacht bewoonde warme wateren, waar het zich met de puntige wervel vastcementeerde aan schelpen of koralen.